# Peix espàtula xinès
El peix espàtula xinès (Paephurus gladius) és una espècie de peix extint actinopterigi de l'ordre dels acipenseriformes. Assolia els 25 quilos de pes i dos metres de longitud i era un gran peix de riu. Aquesta espècie vivia en les aigües del Iang-Tsé, a la Xina. El 9 de gener de 2020 va ser declarada extinta segons experts xinesos. El 22 de juliol de 2022 la UICN va declarar oficialment l'extinció de l'espècie.